# Jagerberg
Jagerberg là một đô thị thuộc huyện Feldbach trong bang Steiermark, nước Áo. Đô thị Jagerberg có diện tích 28,94 km², dân số cuối năm 2005 là 380 người.